# Hygea
Hygea es un género monotípico de plantas perteneciente a la familia Gesneriaceae. Su única especie es: Hygea barbigera.

## Taxonomía
Hygea barbigera fue descrita por Johannes Ludwig Emil Robert von Hanstein y publicado en Linnaea 26: 183. 1853[1854].